# Vaine Illusion
Pour plus de détails, voir Fiche technique et Distribution.
Vaine Illusion (大いなる幻影, Ōinaru gen'ei) est un film japonais réalisé par Kiyoshi Kurosawa, sorti en 1999.

## Fiche technique
- Titre : Vaine Illusion[1]
- Titre original : 大いなる幻影 (Ōinaru gen'ei?)
- Titre anglais : Barren Illusions
- Réalisation : Kiyoshi Kurosawa
- Scénario : Kiyoshi Kurosawa
- Photographie : Takahide Shibanushi
- Montage : Masahiro Ōnaga
- Producteurs : Kenzō Horikoshi et Hiroko Matsuda
- Sociétés de production : Euro Space et Nihon Sky Way
- Pays d'origine :  Japon
- Format : couleurs - 35 mm
- Genre : drame
- Durée : 95 minutes[2]
- Date de sortie :
  - Japon : 11 décembre 1999[2]

## Distribution
- Shinji Aoyama : Haru
- Miako Tadano : Michi
- Yōko Oguchi
- Shinji Takeda
- Takashi Urai